# Museo de la Industria Harinera de Castilla y León
Museo de la Industria Harinera de Castilla y León (también denominado MUHACALE) es un museo situado en Gordoncillo (León) perteneciente a la comunidad autónoma de Castilla y León, España. Fue inaugurado en 2014.
Inaugurado el 9 de agosto de 2014; esta instalación cultural se ubica en un antiguo conjunto industrial formado por la fábrica de harinas Marina Luz, su almacén principal o "panera", la "casa del molinero" y otras edificaciones a lo largo de 3100 m².
La fábrica de harinas Marina Luz fue abierta en 1936 por el médico y empresario Germán García Luengos, aunque el edificio que se conserva actualmente es el levantado tras el incendio de la harinera el 6 de marzo de 1944; la nueva fábrica fue montada por la casa suiza Bühler y estuvo molturando trigo panificable hasta 1965. Actualmente está rehabilitada como museo.
Frente a la fábrica, en 1937-38 se construyó una panera o granero horizontal, de dos pisos. Este edificio tiene sus muros de tierra, construidos mediante la técnica del tapial y del adobe, con cubierta a cuatro aguas o de copete realizada con madera (chopo del país) y teja curva. Aunque perteneció a los propietarios de la Fábrica de Harinas, que almacenaban los sacos de productos terminados en el piso superior, desde su apertura la planta baja estuvo arrendada al Servicio Nacional del Trigo. Actualmente ha sido rehabilitada y su piso bajo se ha adaptado como salón de actos o auditorio, dotado de camerinos y un amplio escenario para poder realizar conciertos u obras de teatro.